# Guerra Civil irlandesa
La Guerra Civil irlandesa (en irlandès Cogadh Saoraíocht, Juny de 1922 - Abril de 1923) va ser un conflicte entre partidaris i detractors del Tractat Angloirlandès del 6 de desembre de 1921, que establia l'Estat Lliure d'Irlanda, predecessor de l'actual República d'Irlanda.
Els opositors al Tractat no estaven d'acord amb els llaços constitucionals que seguirien havent-hi entre el Regne Unit i Irlanda, i amb què els sis comtats d'Irlanda del Nord no estiguessin inclosos dins l'Estat Lliure. La guerra va costar la vida de més gent que la que havia mort en la Guerra d'Independència precedent. Va deixar la societat irlandesa profundament dividida i la seva influència en la política irlandesa encara es pot veure avui en dia.

## Rerefons

### El Tractat
El Tractat angloirlandès va sortir de la Guerra angloirlandesa (o Guerra d'Indepèndencia Irlandesa), que va tenir lloc entre els separatistes irlandesos (constituïts en l'extralegal República Irlandesa) i el govern britànic, des del 1919 al 1921. El Tractat va permetre un autogovern complet a l'Estat irlandès, el control de la major part de la superfície i població de l'illa i un exèrcit i policia propis. Això no obstant, en comptes de crear la república independent desitjada pels nacionalistes, va establir que l'estat seria un domini de l'imperi Britànic, amb el monarca anglès com a Cap d'Estat. El tractat també especificava que els membre de l'Oireachtas (parlament) irlandès haurien de jurar fidelitat a la constitució de l'Estat Lliure i al rei britànic. D'acord amb el tractat el país no seria anomenat república, sinó estat lliure i només inclouria vint-i-sis comtats del sud i l'oest d'Irlanda. A més, diversos ports estratègics de l'illa continuarien en mans de l'Armada Reial. Amb tot, Michael Collins, va defensar que el tractat no atorgava "la llibertat última que totes les nacions desitgen i desenvolupen, sinó la llibertat per aconseguir-la". Els fets li acabarien donant la raó, quan l'Estat Lliure va evolucionar cap a una república independent. Militants contraris al tractat, però, creien el 1922 que aquest mai els permetria la independència plena.

### Divisió dins del moviment nacionalista
Les diferències sobre el Tractat van ser profundament personals. Els protagonistes dels dos bàndols havien estat amics i companys durant la Guerra d'Independència. Això va fer encara més amarga la seva radical discrepància sobre el text. Michael Collins pensava que Eamon de Valera l'havia enviat a negociar el tractat sabent que els britànics no donarien més concessions, raó per la qual volia que la culpa recaigués en ell. En conseqüència, es va sentir profundament traït quan De Valera va rebutjar defensar l'acord a què havia arribat amb David Lloyd George i Winston Churchill.
El Dáil Éireann (parlament irlandès) va acceptar per un estret marge el Tractat angloirlandès el desembre de 1921. En conseqüència, Eamon de Valera renuncià a la presidència d'Irlanda i s'endugué l'ala del Sinn Féin contrària al tractat fora del Dáil. Va desafiar el dret de la cambra a acceptar el Tractat, dient que els seus membres estaven trencant el seu jurament envers la República Irlandesa i intentà, sense èxit, de crear un govern propi. Mentrestant, sota la direcció de Michael Collins i Arthur Griffith, el govern va posar en pràctica l'establiment de l'Estat Lliure Irlandès, un exèrcit nacional organitzat per substituir l'IRA i una nova força de policia.
Els adherits al tractat van prendre el nom de forces "pro-tractat", "de l'Exèrcit Nacional" o de l'"Estat Lliure". Per la seva banda, els contraris van adoptar els d'"anti-tractat", "Irregulars", o "Republicans" i seguiren anomenant-se a si mateixos "Exèrcit Republicà Irlandès". Aquests últims, deien que estaven defensant la República Irlandesa declarada el 1916 durant la Revolta de Pasqua, ratificada pel Primer Dáil i abandonat pels que acceptaren l'Estat Lliure. Éamon de Valera va manifestar que esdevindria un simple voluntari de l'IRA, i va deixar el lideratge dels Republicans a caps militars com Liam Lynch.

## Evolució de la guerra

### Lluita a Dublín
L'abril de 1922, militants anti-tractat capitanejats per Rory O'connor van ocupar els Quatre Jutjats a Dublín, iniciant una tensa situació. Els Republicans volien encendre l'espurna d'un nou enfrontament armat amb els britànics, i esperaven que això unís les dues faccions de l'IRA contra l'enemic comú. Això no obstant, per als partidaris de convertir l'Estat Lliure en un país sobirà i viable, això va ser vist com un acte de rebel·lió que havia d'ésser eliminat per ells, i no pas pels anglesos.
Michael Collins intentà, sense èxit, de convèncer els assaltants dels jutjats que se n'anessin abans que esclatés la violència. Davant la negativa, Collins ordenà el bombardeig dels edificis. Això no va implicar l'inici de la guerra atès que arreu del país ja havien tingut lloc diverses escaramusses al mateix temps que els britànics anaven cedint llocs militars. De totes maneres, aquest incident marcà el punt de no retorn i l'esclat de la guerra en tota la seva cruesa.
Michael Collins havia acceptat una oferta britànica de donació d'artilleria per al nou Exèrcit de l'Estat Lliure. Els anti-tractat, disposant només d'armes de foc, es rendiren al cap d'uns dies de bombardeig. Al mateix temps, l'Oficina de Documents Públics Irlandesa va explotar, desintegrant mil anys d'arxius religiosos i oficials del país. Molts líders anti-tractat, com ara Ernie O'Malley, van fugir de la presó per seguir lluitant on fos. De resultes de l'ocupació per part de l'IRA del Carrer O'Connell de Dublín, se'n derivà una altra setmana de dures lluites que clogueren el 5 de juliol. Entre les víctimes mortals de l'incident hi havia el líder republicà Cathal Brugha.
Quan els xocs a Dublín van acabar, l'IRA es va dispersar per tot el país, sobretot al sud i l'oest.
Al començament de la Guerra Civil, el bàndol contrari al Tractrat tenia un gran suport dins de l'IRA, però estava mancat d'una estructura de comandament efectiva, una estratègia clara, i armes suficients. Es van veure obligats a adoptar una postura defensiva. Mentrestant, Michael Collins i els seus comandants van construir un exèrcit capaç d'anorrear els Irregulars a camp obert. Els subministraments d'armes angleses, en forma d'artilleria, aviació, carros blindats, metralladores, armes de foc i munició van ajudar molt l'estat veí. Cap al final de la guerra l'Exèrcit Irlandès s'havia multiplicat fins als 55.000 homes, molt més del que necessitaria en temps de pau.
Els oficials més despietats d'en Collins -i, particularment, la seva unitat d'assassinats "L'Esquadró"- havien estat reclutats a la brigada de Dublín de l'IRA que ell mateix havia dirigit durant la Guerra d'Independència. Ja avançada la guerra es van veure implicats en algunes atrocitats horribles contra guerrillers anti-tractat. La majoria d'oficials de l'exèrcit eren antics membres de l'IRA. Per contra, la major part de la tropa estava formada per antics soldats sense feina, que havien lluitat en la Primera Guerra Mundial en l'exèrcit britànic.

### L'Estat Lliure pren poblacions importants

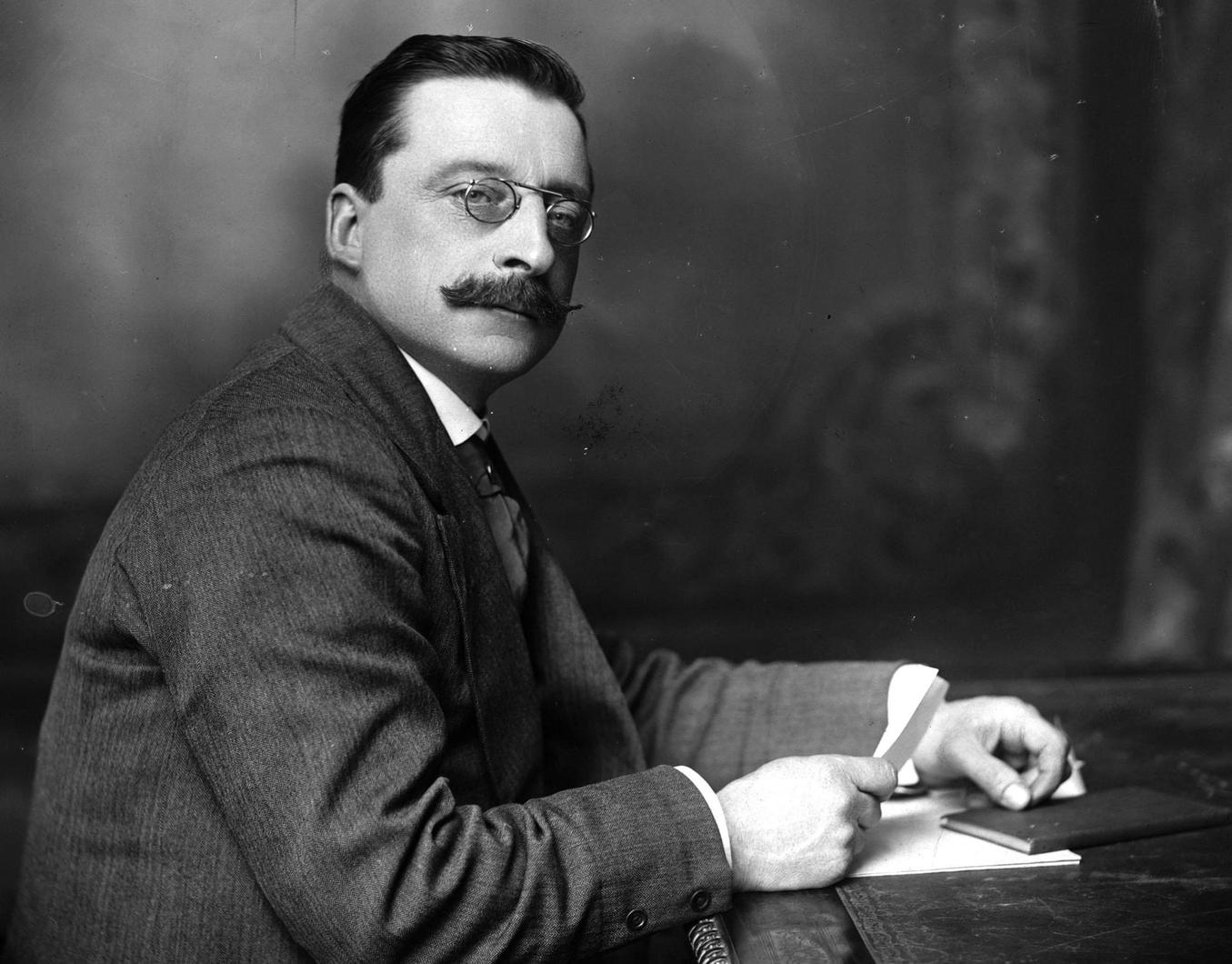
Arthur Griffith
(1871-1922)

Després de la pèrdua de Dublín, l'IRA va controlar breument Cork, Limerick i Waterford dins de la seva "República de Munster". Tot i això no disposaven d'artilleria ni aviació, a diferència de l'Estat Lliure. Això va implicar la conquesta ràpida i pràcticament sense lluites de moltes ciutats per part dels seus enemics. El 10 d'agost, Cork va ser conquerida pel mar, essent l'últim comtat de la República de Munster en caure. Com a resultat, l'IRA va concentrar-se en una campanya de guerrilla, plena d'assassinats i execucions d'antics líders ara enfrontats. El ministre de defensa Michael Collins va ser mort l'agost de 1922, prop de la seva casa de Cork. Arthur Griffith, president de l'Estat Lliure, havia mort d'un infart deu dies abans. El govern recaigué en William Cosgrave i el comandament militar en el general Richard Mulcahy.

### Atrocitats, execucions i fi de la guerra
La fase final de la Guerra Civil (1923) va degenerar en una sèrie d'atrocitats que han deixat un durador llegat d'odi en la política irlandesa. L'IRA començà a matar Teachta Dála (diputats) del Dáil, començant per Sean Hales. En resposta, l'Estat Lliure anuncià que, en represàlia, afusellaria els captius. Quatre d'ells, un per cada província (Rory O'Connor, Liam Mellows i dos més) van ser morts. En total setanta-set van morir així, entre ells l'autor i negociador Robert Erskine Childers, un número que seria recordat al Fianna Fáil amb ràbia durant dècades. A més, tropes estatals, sobretot al comtat de Kerry, van iniciar execucions extraoficials dels guerrillers capturats. A Ballyseedy, nou presoners foren lligats a una mina, explotats i els supervivents metrallats. Un d'ells, Stephen Fuller, va sobreviure de miracle per explicar-ho al món.
La tàctica de guerrilla de l'IRA va fracassar des del començament, degut a una falta de suport popular. Això va quedar clar en les eleccions posteriors a la guerra civil, en les quals el Cumann na nGaedheal, el partit del govern, va guanyar. L'Església Catòlica també va donar suport a l'estat, criticant l'IRA contrari al tractat i negant els Sagraments als seus membres. Això hauria influenciat gran part dels irlandesos de l'època. La determinació del govern i la falta de suports van contribuir a la derrota. Finalment, De Valera demanà un alto el foc, seguit al maig de 1923 per l'ordre als combatents republicans de llençar les armes (encara que no entregar-les). Alguns historiadors creuen que la mort de Liam Lynch, un líder republicà intransigent, en un combat a les muntanyes Knockmealdown del comtat de Waterford van permetre al pragmàtic Frank Aiken aturar la lluita. Milers de lluitadors foren fets presoners en tornar a casa.

### Atacs als unionistes
Tot i que la guerra civil va ser causada pel tractat, durant aquesta els Irregulars van intentar identificar les seves accions amb la causa republicana tradicional dels "homes sense propietat" i com a resultat importants i mitjans terratinents unionistes van ser atacats i molts terrenys ocupats per petits propietaris. Molts, però no tots, havien donat suport a la Corona durant la Guerra d'Independència, usualment només de forma moral, encara que a vegades ajudant els britànics activament. En el caos de la Guerra Civil van convertir-se en blancs fàcils. En alguns casos es van fer distincions segons si eren catòlics o protestants. L'Estat Lliure va intentar protegir els terratinents i les seves possessions, sobretot al comtat de Louth, amb una força específica de policia. Encara avui no està clara l'extensió de les intimidacions als protestants de l'època.

### Costos i resultats
La Guerra Civil, tot i que curta, va ser sagnant. Molts personatges importants, entre ells Michael Collins, perderen la vida. Els dos bàndols cometeren atrocitats, ja fossin l'assassinat de parlamentaris i la crema d'edificis històrics o les execucions fins i tot extraoficials de presoners. L'Exèrcit va patir 800 morts, i es creu que les víctimes totals podrien haver arribat a 4.000. En la seva retirada, els Irregulars van causar molts danys en l'economia de l'illa. A més, 12.000 republicans foren empresonats en acabar la guerra. Molts fins al 1924. Tot i això, s'ha dit que aquesta guerra podria haver estat molt pitjor. El nombre de morts fou relativament modest pels estàndards de les guerres del segle xx. A més, la nova policia, la Garda SíoChána, no va involucrar-s'hi i, per tant, després va poder ser políticament neutral.
La Guerra Civil va significar que el problema d'Irlanda del Nord va ser ignorat, evitant potser així una guerra molt més sagnant, basada en diferències ètniques i religioses, més que polítiques. Això va permetre consolidar la partició de l'illa fins a l'actualitat. Només en acabada la Guerra Civil els irlandesos van considerar seriosament atacar el domini britànic al nord de l'illa.
El 1926, fracassada la tasca de convèncer la majoria dels anti-tractat d'acceptar el nou statu quo com a base de la nova república, un important grup dirigit per De Valera i Aitken va fundar el partit Fianna Fáil. Com en moltes guerres civils, el conflicte intern deixà un amarg llegat, que segueix influint la política irlandesa avui. Els dos principals partits de la República són encara el Fianna Fáil i el Fine Gael, descendents respectivament dels contraris i partidaris del Tractat el 1922. Fins finals dels anys 70, quasi tots els principals polítics irlandesos eren veterans de la guerra, cosa que va enverinar la relació entre aquestes dues forces. Entre ells es comptaven Eamon de Valera, Frank Aiken, Todd Andrews, Sean Lemass (Republicans) i W.T. Cosgrave, Richard Mulcahy i Kevin O'Higgins (Estat Lliure). A més, molts dels seus fills i dones també van entrar en la política, quedant així obertes les ferides de la guerra durant tres generacions.
El 1930, amb l'arribada al poder del Fianna Fáil, va semblar que podria esclatar la guerra entre l'IRA i els pro-Estat Lliure Camises blaves, però es va evitar, i cap als anys 50 la violència política es va reduir. Això no obstant, una facció de l'IRA va seguir (i segueix en diverses formes) existint. Fins als anys 80 encara declarava ser el Govern Provisional de la República Irlandesa creat el 1918 i anul·lat pel Tractat de 1921. Algunes persones, notablement Michael McDowell, creuen que aquesta actitud influenciava l'estratègia de l'IRA Provisional

## Filmografia
- Michael Collins (pel·lícula)
- The Wind That Shakes the Barley